# Neuvilly
Pour l’article homonyme, voir Neuvilly-en-Argonne.
Neuvilly (anciennement Neufviesly) est une commune française située dans le département du Nord, en région Hauts-de-France.
Le nom jeté des habitants de Neuvilly est les Louches-à-pot.

## Géographie
Neuvilly est bâti le long de la vallée de la Selle, affluent de l'Escaut. Il existe un dénivelé de 25 m entre le haut du village le long de la route nationale (D955) et le lit de la rivière.

### Communes limitrophes

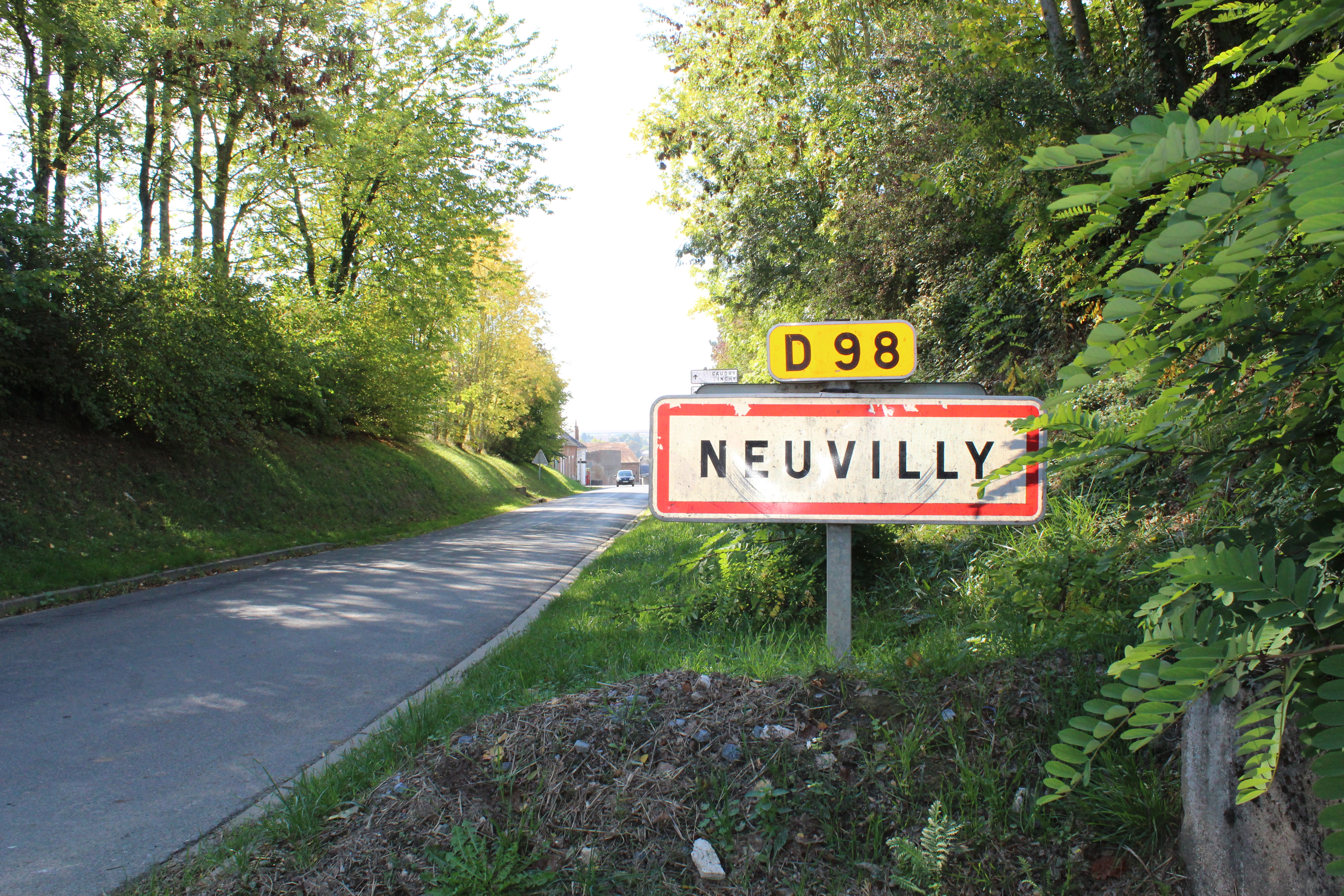
Entrée du village.

| Briastre          |                     | Solesmes            |
|                   | Neuvilly            | Forest-en-Cambrésis |
| Inchy Troisvilles | Le Cateau-Cambrésis | Montay              |

### Hydrographie

#### Réseau hydrographique
La commune est située dans le bassin Artois-Picardie. Elle est drainée par la Selle ou Escaut,.
La Selle, d'une longueur de 46 km, prend sa source dans la commune de Molain et se jette  dans le canal de l'Escaut à Denain, après avoir traversé 17 communes. 

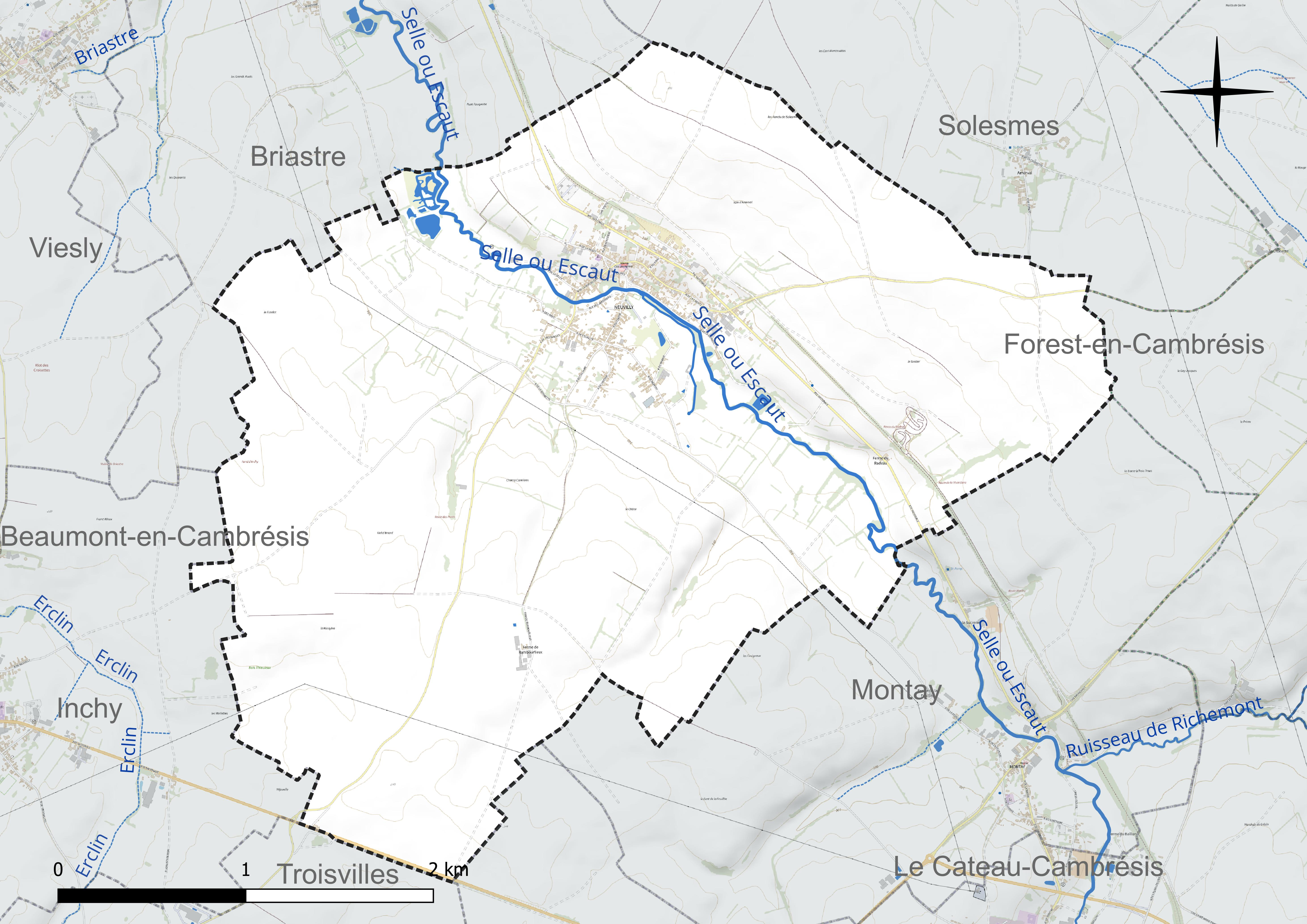
Réseau hydrographique de Neuvilly.

#### Gestion et qualité des eaux
Le territoire communal est couvert par le schéma d'aménagement et de gestion des eaux (SAGE) « Escaut ». Ce document de planification concerne un territoire de 2 005 km2 de superficie, délimité par le bassin versant de l'Escaut. Le périmètre a été arrêté le 9 juin 2006 et le SAGE proprement dit a été approuvé le 13 juillet 2021. La structure porteuse de l'élaboration et de la mise en œuvre est le syndicat mixte Escaut et Affluents (SyMEA). 
La qualité des cours d'eau peut être consultée sur un site dédié géré par les agences de l'eau et l'Agence française pour la biodiversité. 

### Climat
Pour des articles plus généraux, voir Climat des Hauts-de-France et Climat du Nord.
En 2010, le climat de la commune est de type climat océanique dégradé des plaines du Centre et du Nord, selon une étude du CNRS s'appuyant sur une série de données couvrant la période 1971-2000. En 2020, Météo-France publie une typologie des climats de la France métropolitaine dans laquelle la commune est exposée à un climat océanique altéré et est dans la région climatique  Nord-est du bassin Parisien, caractérisée par un ensoleillement médiocre, une pluviométrie moyenne régulièrement répartie au cours de l'année et un hiver froid (3 °C). 
Pour la période 1971-2000, la température annuelle moyenne est de 10,1 °C, avec une amplitude thermique annuelle de 15 °C. Le cumul annuel moyen de précipitations est de 765 mm, avec 13,1 jours de précipitations en janvier et 9,4 jours en juillet. Pour la période 1991-2020, la température moyenne annuelle observée sur la station météorologique la plus proche, située sur la commune de Valenciennes à 24 km à vol d'oiseau, est de 11,0 °C et le cumul annuel moyen de précipitations est de 694,1 mm,. Pour l'avenir, les paramètres climatiques de la commune estimés pour 2050 selon différents scénarios d'émission de gaz à effet de serre sont consultables sur un site dédié publié par Météo-France en novembre 2022.

## Urbanisme

### Typologie
Au 1er janvier 2024, Neuvilly est catégorisée bourg rural, selon la nouvelle grille communale de densité à sept niveaux définie par l'Insee en 2022.
Elle est située hors unité urbaine. Par ailleurs la commune fait partie de l'aire d'attraction du Cateau-Cambrésis, dont elle est une commune de la couronne,. Cette aire, qui regroupe 11 communes, est catégorisée dans les aires de moins de 50 000 habitants,.

### Occupation des sols
L'occupation des sols de la commune, telle qu'elle ressort de la base de données européenne d'occupation biophysique des sols Corine Land Cover (CLC), est marquée par l'importance des territoires agricoles (94 % en 2018), une proportion sensiblement équivalente à celle de 1990 (94,5 %). La répartition détaillée en 2018 est la suivante : 
terres arables (70,1 %), prairies (23,9 %), zones urbanisées (6 %). L'évolution de l'occupation des sols de la commune et de ses infrastructures peut être observée sur les différentes représentations cartographiques du territoire : la carte de Cassini (XVIIIe siècle), la carte d'état-major (1820-1866) et les cartes ou photos aériennes de l'IGN pour la période actuelle (1950 à aujourd'hui).

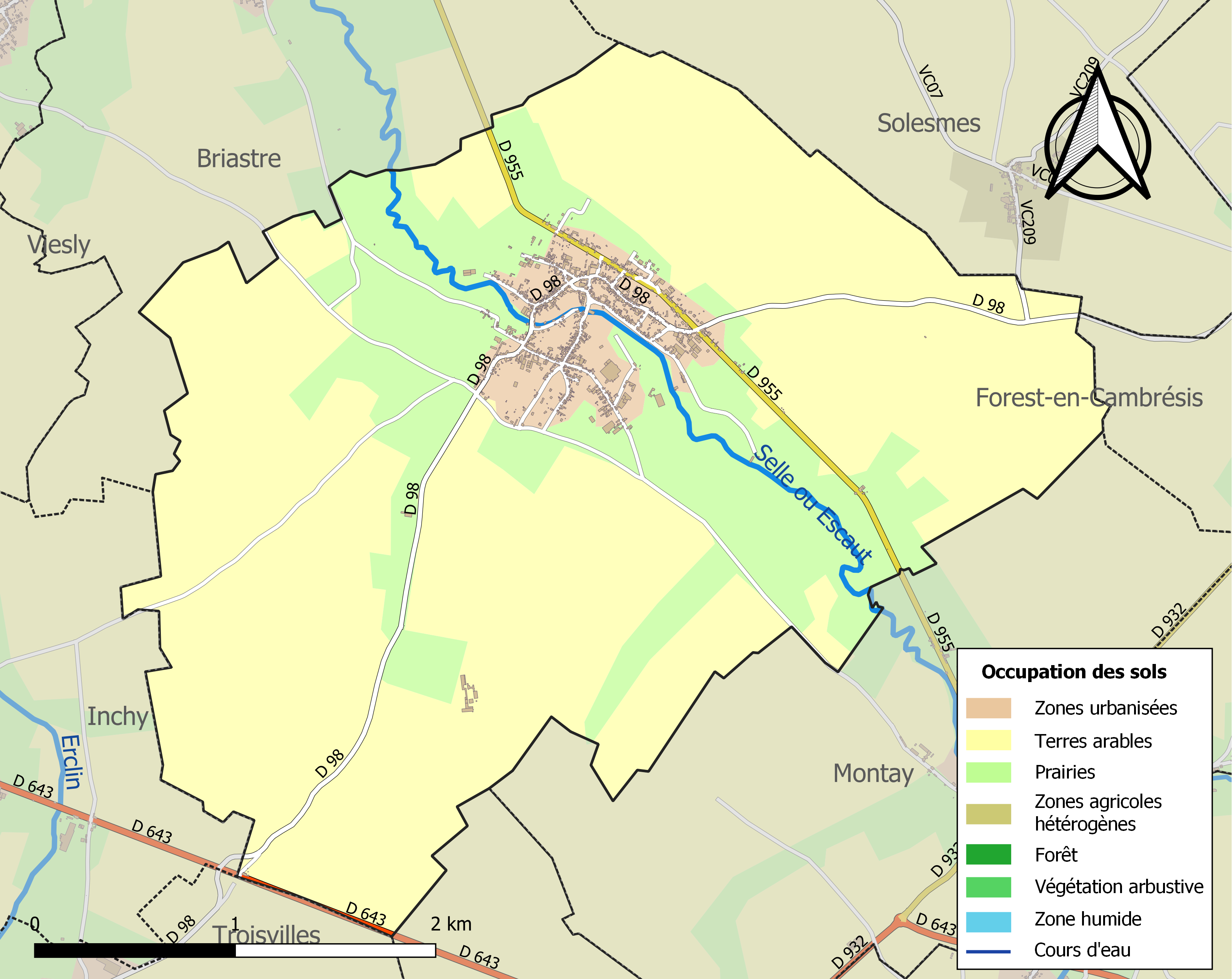
Carte des infrastructures et de l'occupation des sols de la commune en 2018 (CLC).

## Toponymie
Dès 1057 on trouve le village mentionné dans le cartulaire de l'Église de Cambrai sous le nom de Novislis, qui peut signifier « nouveau pâturage », pour le distinguer de Vetuslis, « ancien pâturage », le village voisin de Viesly. Entre les XIIe et XIVe siècles on trouve les noms Novis Litibus, Nueveslis, Novellis, Nuevillis et Neuvillis,.

## Histoire
En 1057 des lettres de l'évêque de Cambrai Liebert donnent l'autel de Neuvilly, altare de Novislis, à l'Église de Cambrai.
En 1903, une grève dans les usines Caillez se déclenche. Lors du conflit, un incendie se déclare dans l'usine, et des responsables ouvriers sont désignés. L'avocat Paul Mesmin, membre de la Ligue des droits de l'homme, assiste juridiquement et financièrement les familles. Une délégation du comité central de la ligue se rend à Neuvilly, et Paul Painlevé déclare que « la Ligue n'est pas une assemblée de notaires chargés d'enregistrer congrûment les iniquités sociales, pourvu que la forme légale ait été respectée ». C'est un tournant pour la LDH: à partir de ce moment, elle s'intéresse aux accidents du travail et aux retraites.
En 1904, nouvelle agitation sociale : le 31 janvier, des tisseurs brûlent le « château » du patron.
Le 28 octobre 1907 est mise en service la ligne de chemin de fer Avesnes-sur-Helpe - Solesmes via Landrecies (47 km). La ligne comporte une station dans la commune. Un service régulier des voyageurs est assuré. En août 1914, le trafic voyageur est interrompu. En 1916, pendant l'occupation allemande, les rails sont démontés. La ligne de chemin de fer est dans l'impossibilité de fonctionner.

## Héraldique
|  | Les armes de Neuvilly se blasonnent ainsi : « D'argent à la croix ancrée de sable. » |

Ce sont les armes de la famille de Neufvilly.

## Politique et administration
Maire de 1802 à 1807 : J. B. Mairesse,.

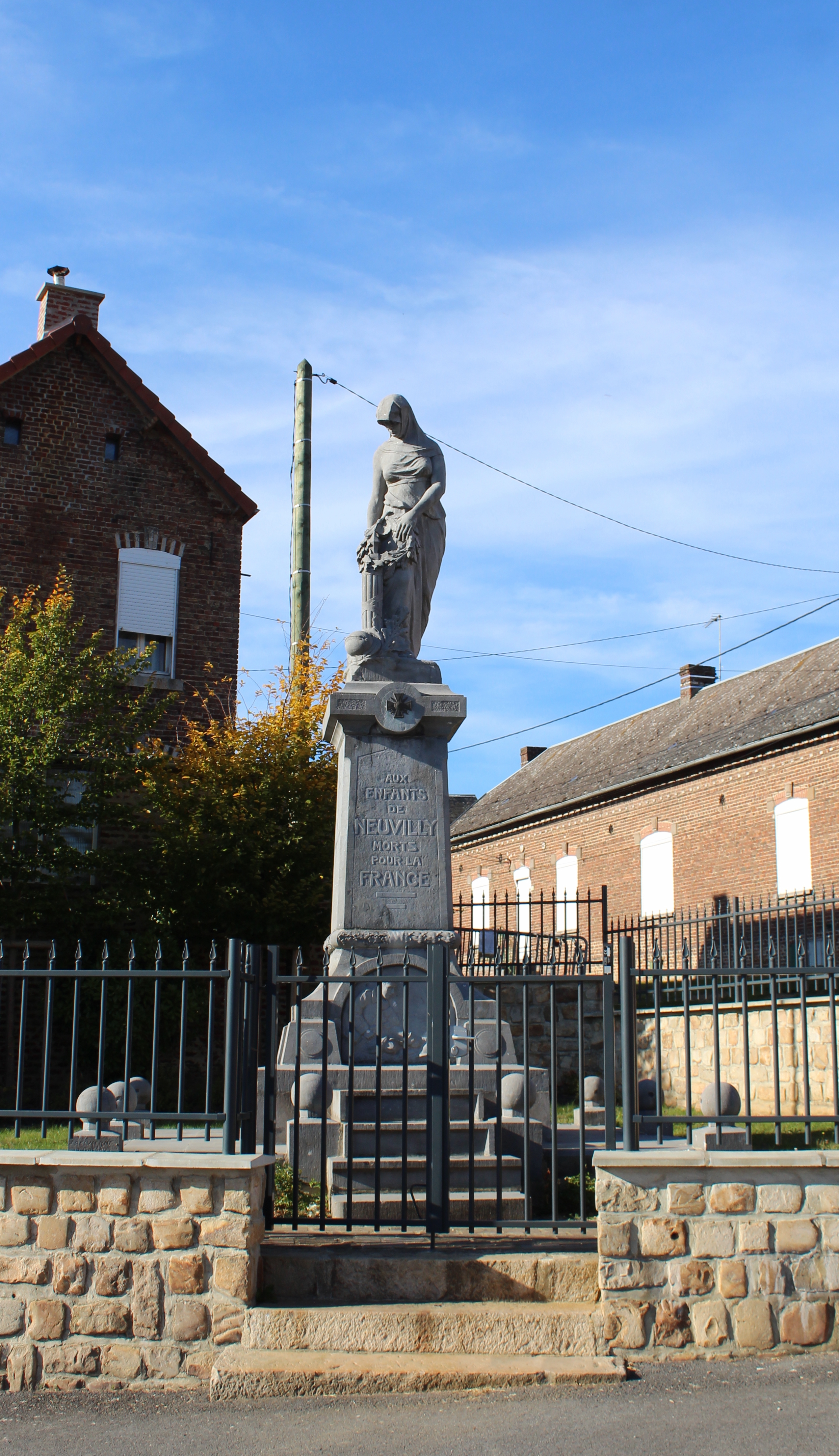
Le monument aux morts.

Maire en 1881 : Toilliez Locquet.
| Période                                  | Période   | Identité                                      | Étiquette | Qualité |
| ---------------------------------------- | --------- | --------------------------------------------- | --------- | ------- |
| mars 1989                                | mars 2001 | Charles Lenotte (années 1930 - 28 avril 2025) |           |         |
| mars 2001                                | mai 2020  | Hubert Lefèvre                                | UMP-LR    |         |
| mai 2020                                 | En cours  | Ludovic Havart                                |           |         |
| Les données manquantes sont à compléter. |           |                                               |           |         |

## Population et société

### Démographie

#### Évolution démographique
L'évolution du nombre d'habitants est connue à travers les recensements de la population effectués dans la commune depuis 1793. Pour les communes de moins de 10 000 habitants, une enquête de recensement portant sur toute la population est réalisée tous les cinq ans, les populations de référence des années intermédiaires étant quant à elles estimées par interpolation ou extrapolation. Pour la commune, le premier recensement exhaustif entrant dans le cadre du nouveau dispositif a été réalisé en 2004.

En 2022, la commune comptait 1 091 habitants, en évolution de −3,02 % par rapport à 2016 (Nord : +0,51 %, France hors Mayotte : +2,11 %).
| 1793  | 1800  | 1806  | 1821  | 1831  | 1836  | 1841  | 1846  | 1851  |
| ----- | ----- | ----- | ----- | ----- | ----- | ----- | ----- | ----- |
| 1 284 | 1 212 | 1 369 | 1 577 | 1 824 | 1 896 | 1 997 | 2 082 | 2 091 |

| 1856  | 1861  | 1866  | 1872  | 1876  | 1881  | 1886  | 1891  | 1896  |
| ----- | ----- | ----- | ----- | ----- | ----- | ----- | ----- | ----- |
| 2 154 | 2 357 | 2 510 | 2 577 | 2 576 | 2 644 | 2 569 | 2 719 | 2 627 |

| 1901  | 1906  | 1911  | 1921  | 1926  | 1931  | 1936  | 1946  | 1954  |
| ----- | ----- | ----- | ----- | ----- | ----- | ----- | ----- | ----- |
| 2 568 | 2 340 | 2 176 | 1 664 | 1 632 | 1 567 | 1 535 | 1 288 | 1 344 |

| 1962  | 1968  | 1975  | 1982  | 1990  | 1999 | 2004 | 2006 | 2009  |
| ----- | ----- | ----- | ----- | ----- | ---- | ---- | ---- | ----- |
| 1 363 | 1 404 | 1 337 | 1 161 | 1 052 | 993  | 975  | 967  | 1 036 |

| 2014  | 2019  | 2022  | - | - | - | - | - | - |
| ----- | ----- | ----- | - | - | - | - | - | - |
| 1 111 | 1 088 | 1 091 | - | - | - | - | - | - |

#### Pyramide des âges
La population de la commune est relativement jeune.
En 2018, le taux de personnes d'un âge inférieur à 30 ans s'élève à 38,1 %, soit en dessous de la moyenne départementale (39,5 %). À l'inverse, le taux de personnes d'âge supérieur à 60 ans est de 23,9 % la même année, alors qu'il est de 22,5 % au niveau départemental.
En 2018, la commune comptait 544 hommes pour 556 femmes, soit un taux de 50,55 % de femmes, légèrement inférieur au taux départemental (51,77 %).
Les pyramides des âges de la commune et du département s'établissent comme suit.
| Hommes | Classe d’âge | Femmes |
| ------ | ------------ | ------ |
| 0,2    | 90 ou +      | 0,9    |
| 5,4    | 75-89 ans    | 9,1    |
| 16,5   | 60-74 ans    | 15,6   |
| 16,0   | 45-59 ans    | 15,5   |
| 21,9   | 30-44 ans    | 22,5   |
| 14,3   | 15-29 ans    | 14,5   |
| 25,7   | 0-14 ans     | 21,8   |

| Hommes | Classe d’âge | Femmes |
| ------ | ------------ | ------ |
| 0,5    | 90 ou +      | 1,4    |
| 5,3    | 75-89 ans    | 8,1    |
| 14,8   | 60-74 ans    | 16,2   |
| 19,1   | 45-59 ans    | 18,4   |
| 19,5   | 30-44 ans    | 18,7   |
| 20,7   | 15-29 ans    | 19,1   |
| 20,2   | 0-14 ans     | 18     |

## Lieux et monuments
- Moulin à farine Weimare[32]
- Ferme de Rambourlieux[33].
- Eul' Zibbu

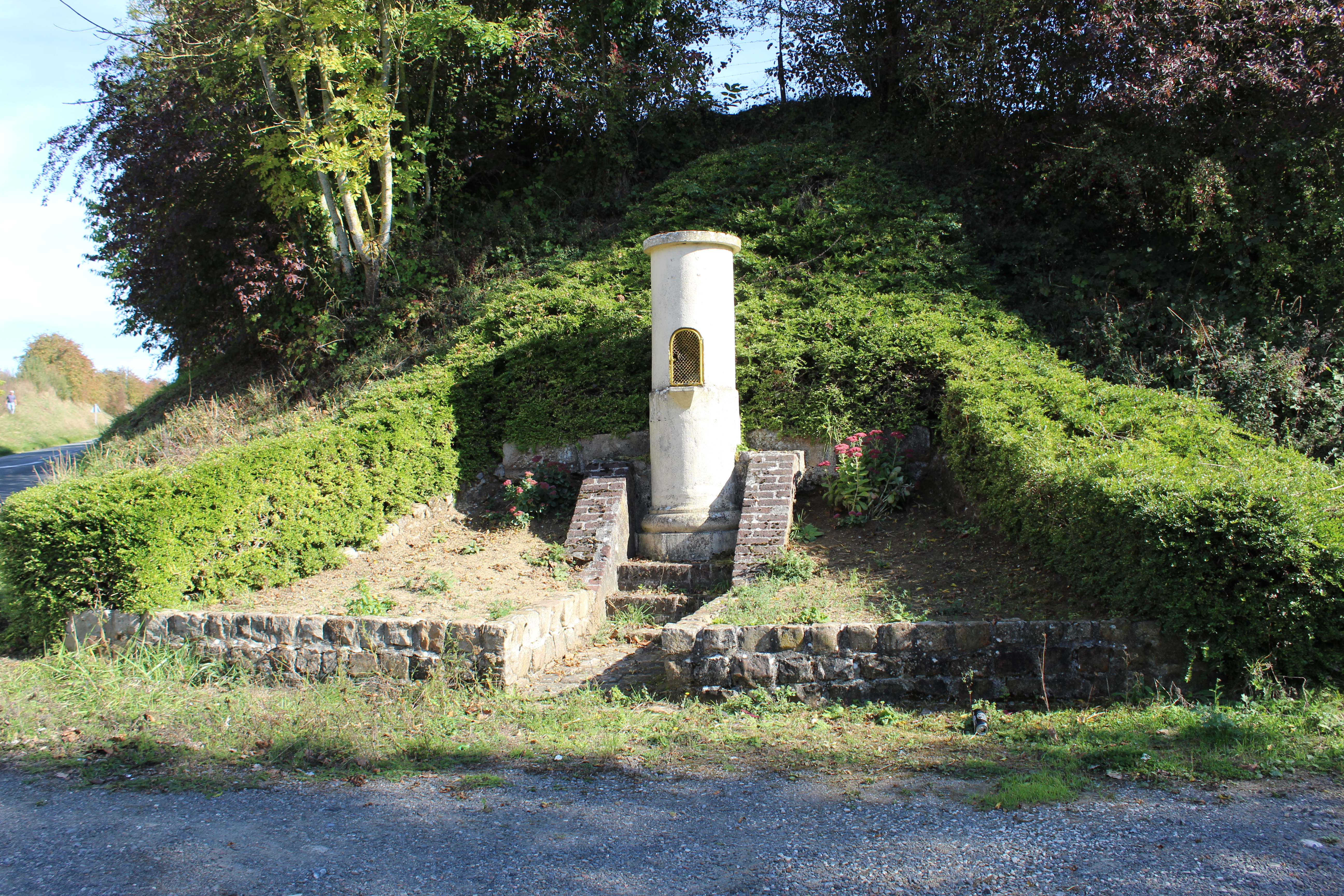
La chapelle.

- Le cimetière militaire britannique jouxtant le cimetière communal.

### Galerie: l'église

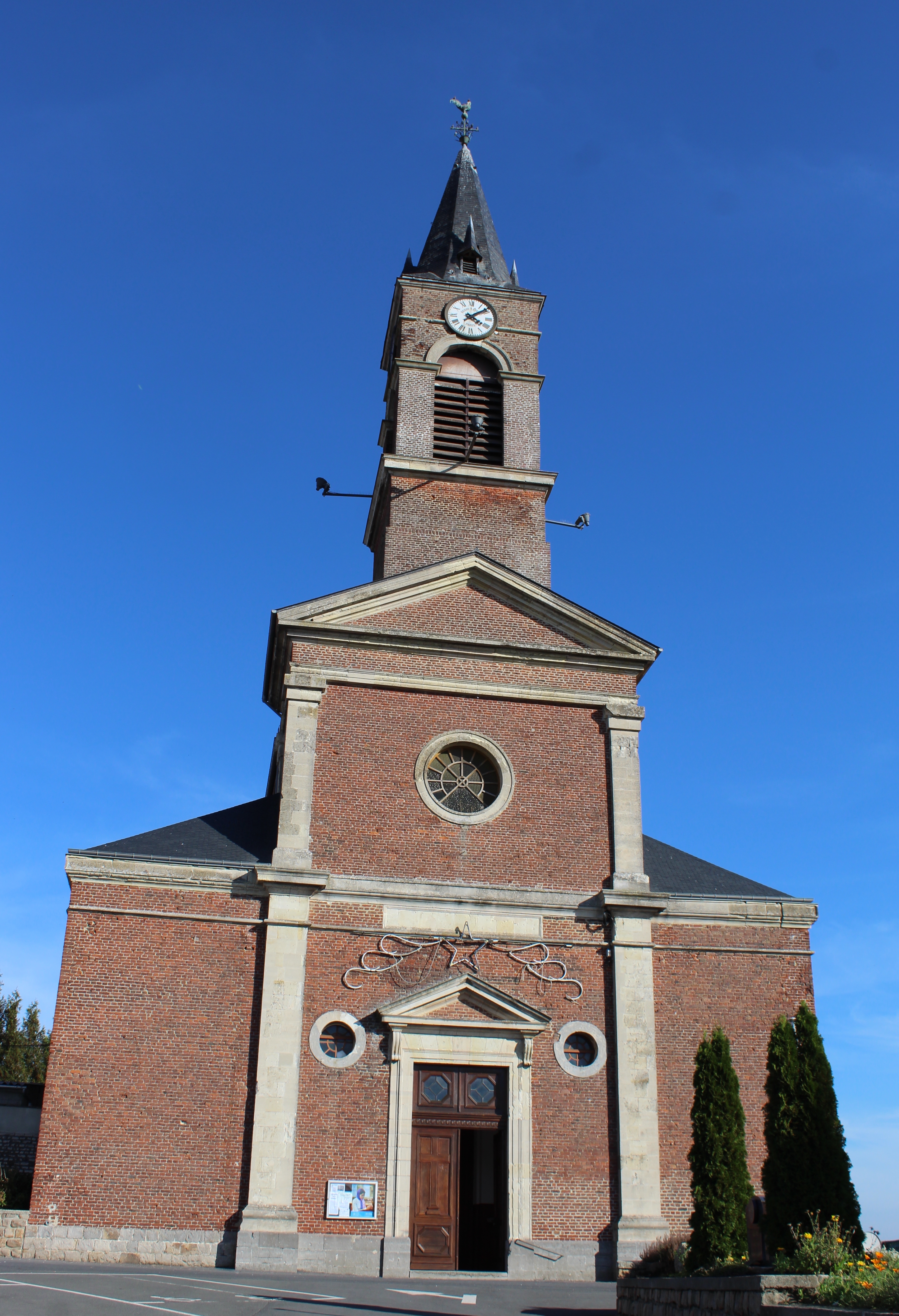
La façade del'église.
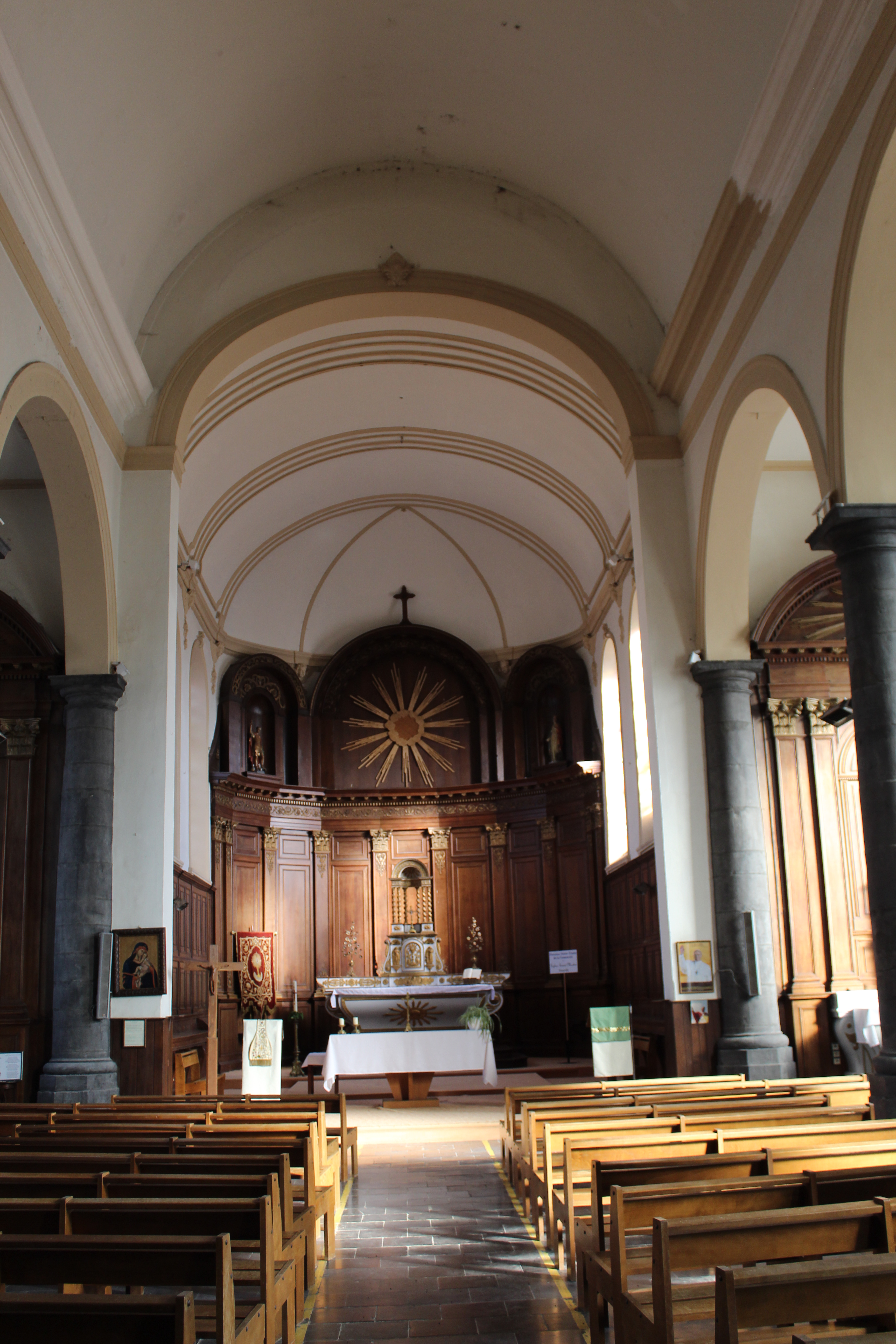
Nef de l'église.
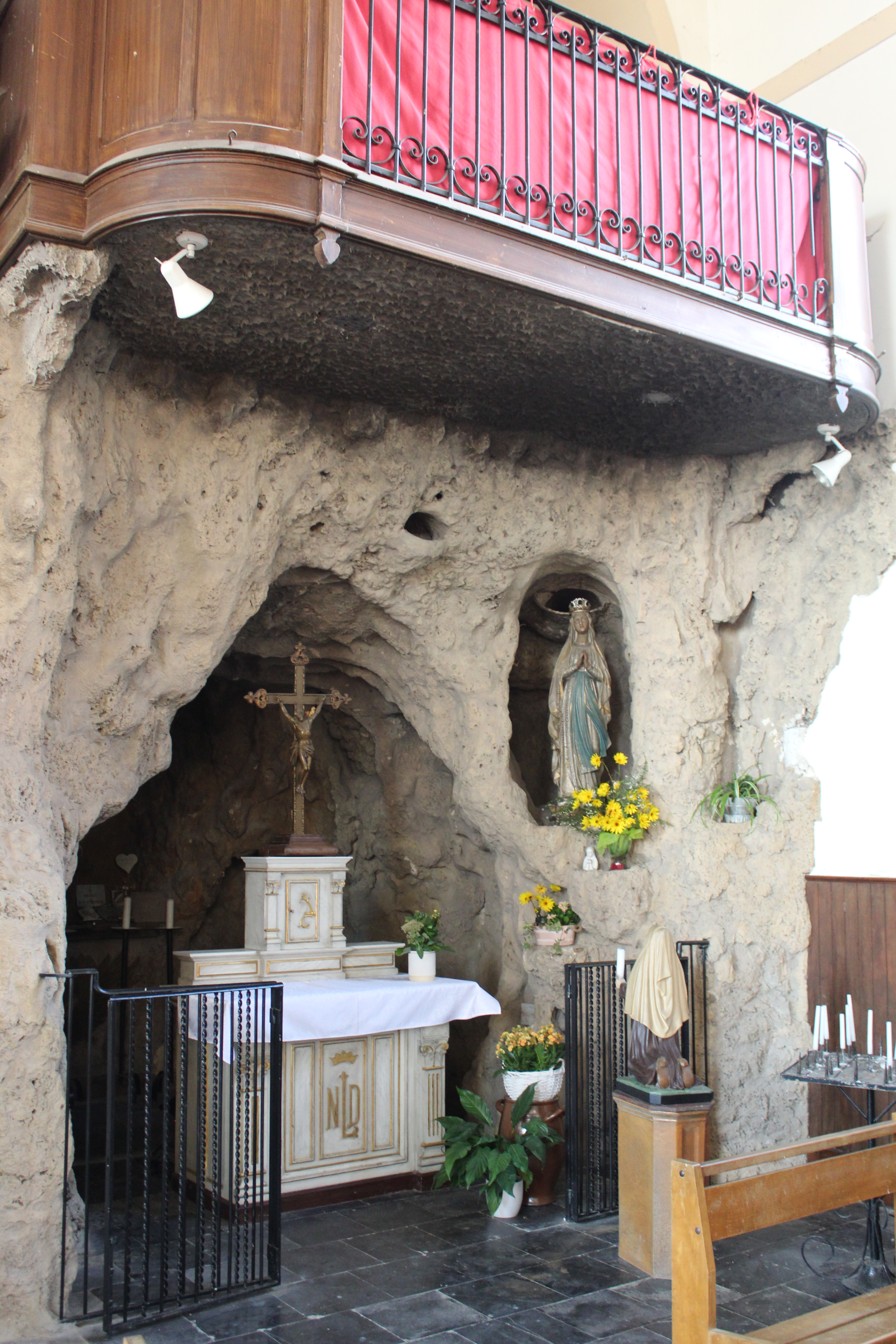
Grotte reconstituée à l'intérieur de l'église.
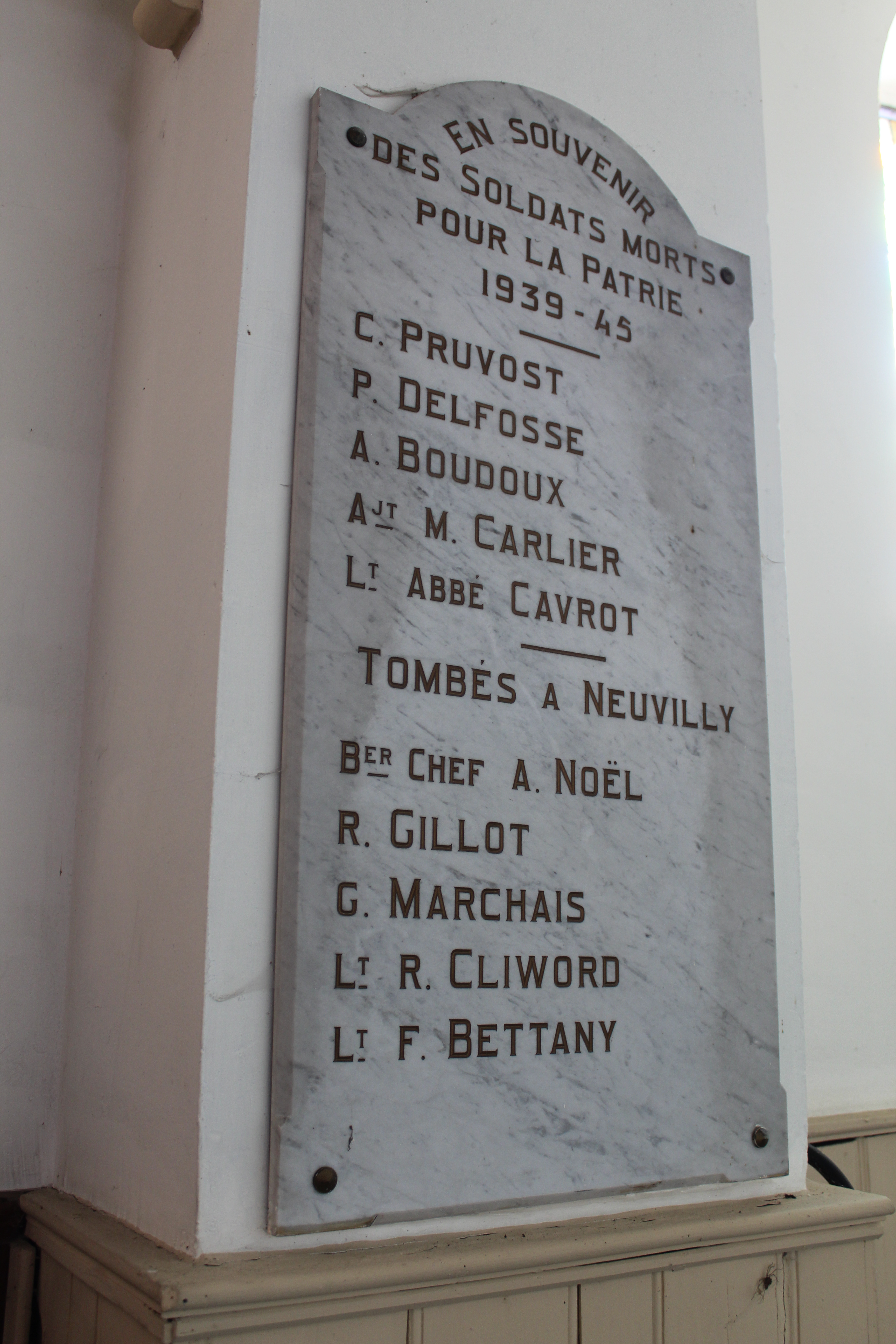
Plaque commémorative de la guerre 39-45
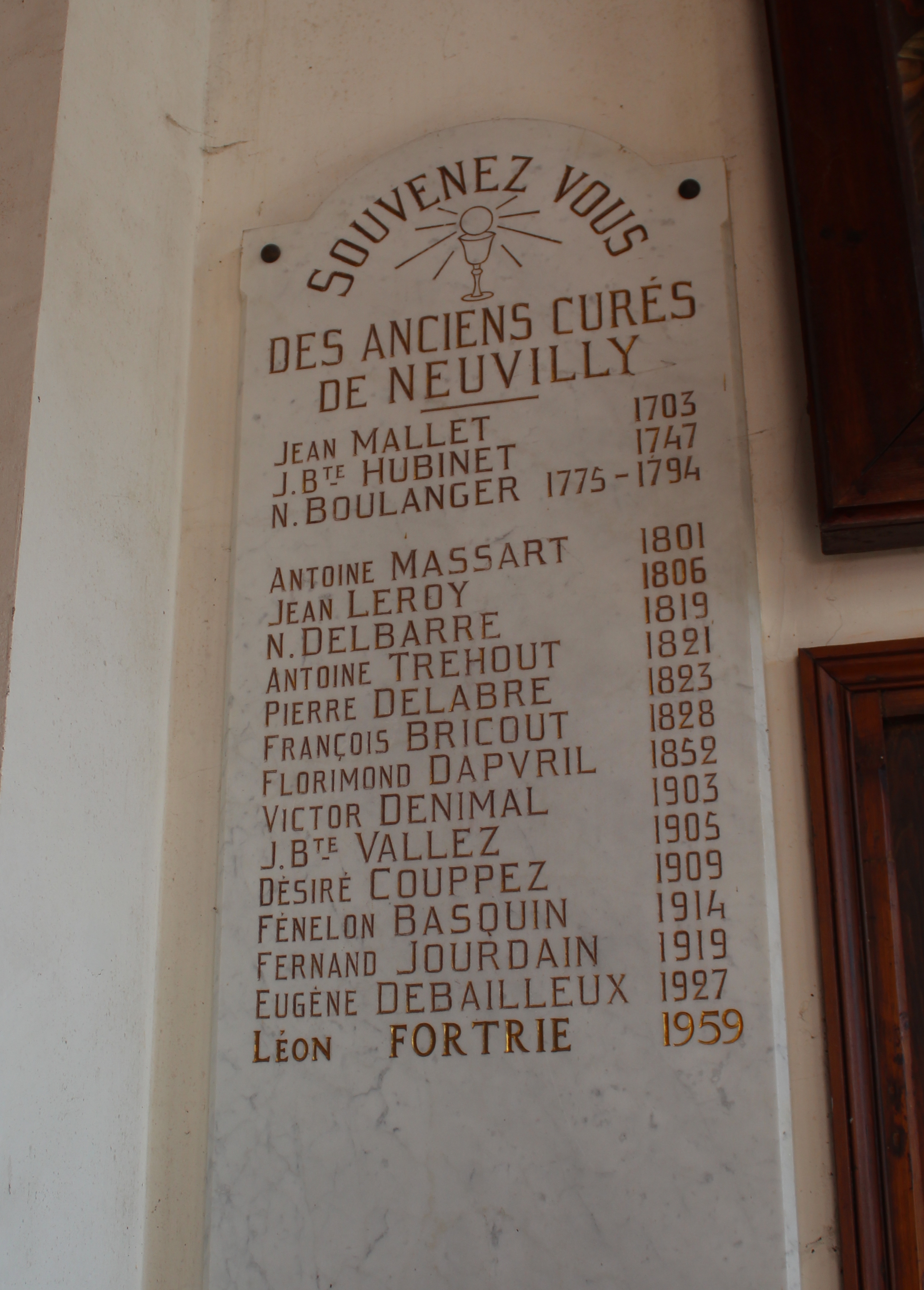
Plaque commémorative: prêtres ayant exercé à Neuvilly.
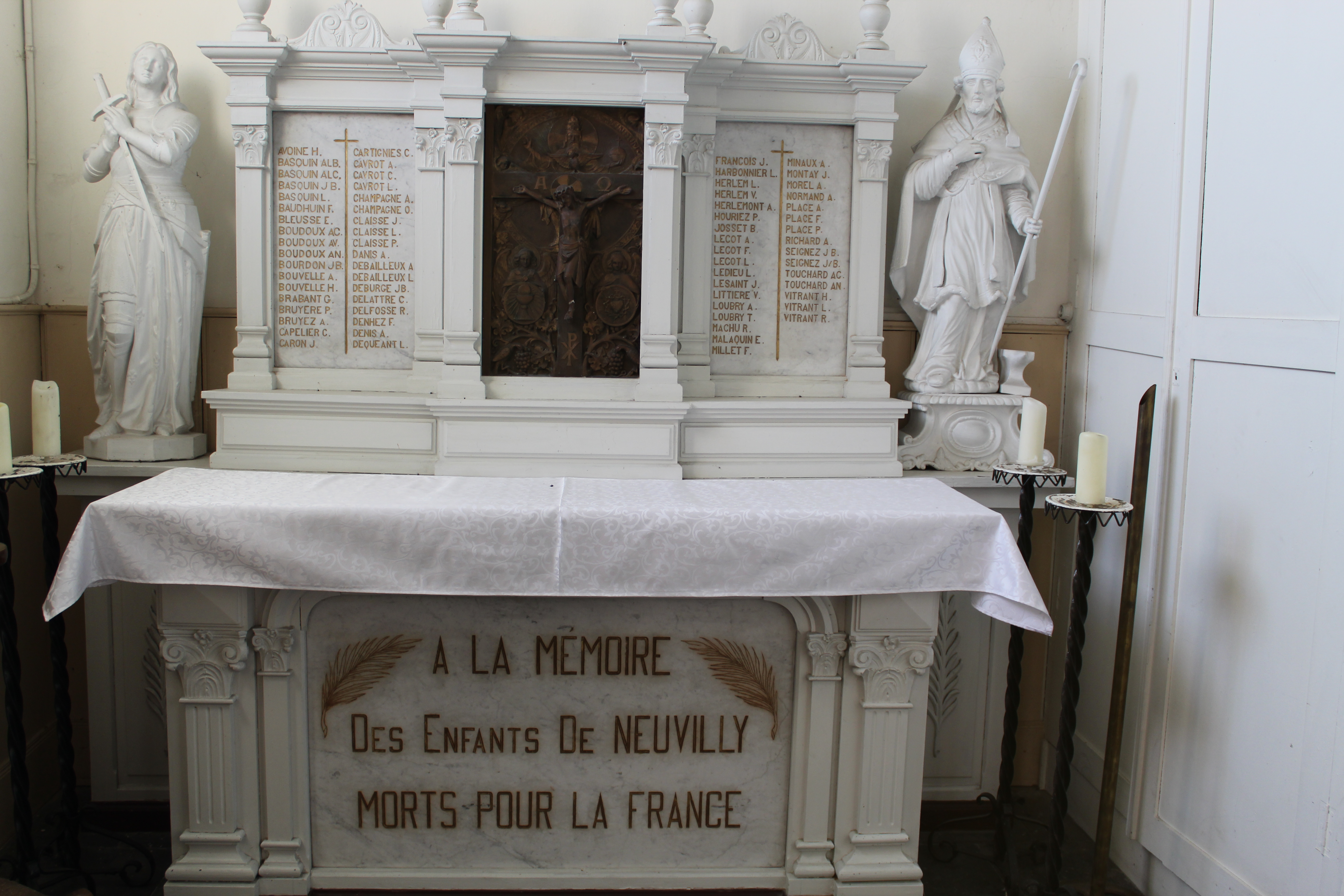
Autel commémoratif guerre 14-18

## Personnalités liées à la commune
- Émile Bouthemy (Neuvilly 7 novembre 1918 - Lille 15 novembre 1993), Compagnon de la Libération

## Économie

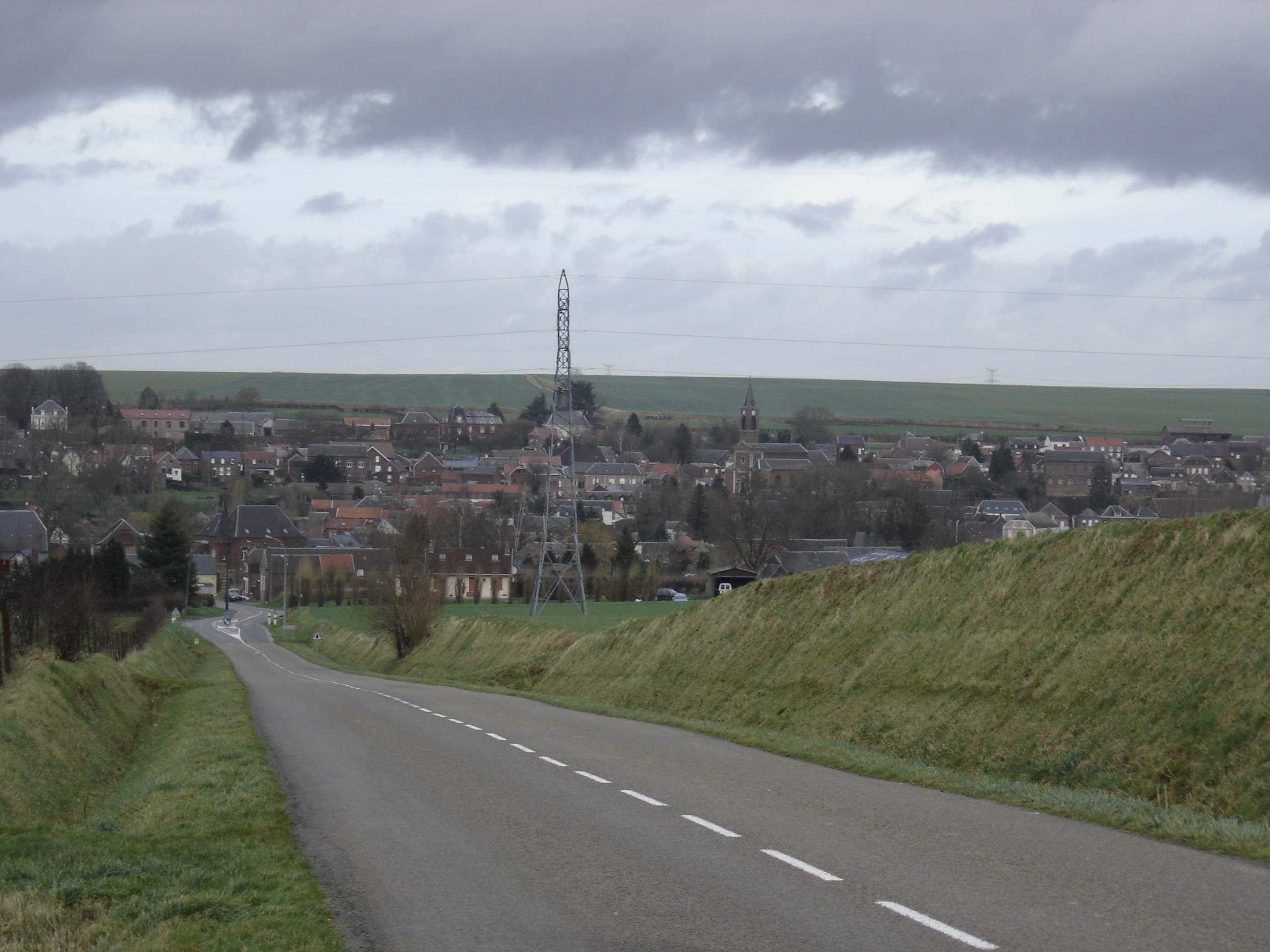
Vue du village depuis la D98

L'activité économique de Neuvilly est principalement l'agriculture.
Une entreprise de conseil en ressources humaines y a son siège social.